# Александер Залуський
Александер Залуський (пол. Aleksander Załuski; 1608 — 19 червня 1693) — державний діяч, урядник Речі Посполитої.

## Життєпис
Походив з польського шляхетського роду Залуських гербу Юноша. Син Вавжинця Залуського, каштеляна гостинського. Своєю кар'єрою завдячував передусім шлюбу з сестрою коронного підканцлера, а згодом примаса Анджеєм Ольшовським, що мав значний вплив в державі, особливо за короля Міхала Вишневецького.
1665 року стає підкоморієм равським, а потім чесником равським. 1668 року обирається послом (депутатом) від Равської землі Равського воєводства на конвокаційний сейм.
У 1674 році став каштеляном равським. Того ж року знову обирається на конвокаційний сейм. Входив до генеральної конфедерації, створеної 15 січня 1674 року на цьому сеймі. 1676 року призначено равським воєводою.
Як сенатор брав участь у звичайному сеймі 1683 року. 1684 року обирається маршалком Коронного трибуналу. Помер Александер Залуський 1693 року.

## Родина
1. Дружина — Катаржина, донька Валеріана Ольшовського, каштеляна спицимезького
Діти:
- Анджей-Хризостом (1650—1711), великий канцлер коронний
- Александер Юзеф (1652—1727), воєвода равський
- Марцін (1655—1710), єпископ-помічник плоцький
- Геронім (1657—1714), каштелян равський
- Францішек Ян (1660—1735), воєвода чернігівський
- Людвік Бартоломій (1661—1721), єпископ плоцький

2.Дружина — Зофія Конецпольською
Діти:
- Кароль (д/н— 1735), кухмістр великий литовський